# Drosophila cilifemorata
Drosophila cilifemorata är en tvåvingeart som beskrevs av Elmo Hardy 1965. Drosophila cilifemorata ingår i släktet Drosophila och familjen daggflugor.
Artens utbredningsområde är Hawaii.